# در ناپل شروع شد
در ناپل شروع شد (انگلیسی: It Started in Naples) فیلمی در ژانر کمدی رمانتیک به کارگردانی ملویل شاولسون است که در سال ۱۹۶۰ منتشر شد. از بازیگران آن می‌توان به کلارک گیبل، سوفیا لورن، ویتوریو دسیکا، کلاودیو ارملی، کارلو ریتسو و پائولو کارلینی اشاره کرد.